# Shuttington
Shuttington – wieś w Anglii, w hrabstwie Warwickshire, w dystrykcie North Warwickshire. Leży 41 km na północ od miasta Warwick i 163 km na północny zachód od Londynu.